# Quentin Jabet
Quentin Jabet, né le 20 novembre 2002, est un cavalier de voltige français.

## Carrière
Aux Championnats du monde 2022, il est médaillé d'or en Coupe des nations et médaillé d'argent en voltige individuelle  ainsi qu'en voltige par équipes.